# تشيبا
تشيبا (باليابانية: 千葉市 تشيبا-شي) هي مدينة في اليابان، وعاصمة المحافظة التي تحمل نفس الاسم (محافظة تشيبا)، تقع على الجزيرة الرئيسية هونشو، في أقصى الناحية الشمالية لـخليج طوكيو. تبعد بحوالي 40 كيلومترا عن وسط العاصمة (طوكيو). يبلغ عدد سكانها حوالي 952678 نسمة (2009).

## الموقع
تُشكّل تشيبا مع كل من يوكوهاما وكاواساكي ما يعرف باسم طوكيو الكبرى وهي التجمع الحضري لضاحية طوكيو. تعتبر محورا أساسيا في خطوط السكك الحددية، تربط العاصمة طوكيو بمحطة الاستجمام الواقعة في شبه جزيرة بوسو، كما تضم ميناء تجاريا هاما.

## الاقتصاد
عرف قطاعها الصناعي نموا كبيرا في السنوات الأخيرة، تحقق ذلك بفضل مساحات الأراضي التي تم استخلاصها من البحر، بين أوراياسو (منطقة طوكيو) وكيسارازو (شمالي تشيبا). هي اليوم مركز منطقة صناعية عملاقة كيييو، تمتد منشآتها على ساحل البحر، ومن أهم صناعتها: البتروكيماويات، الحديد، المعادن، السيارات، النسيج والورق. كما تتواجد بها ورشات لصناعة السفن، ومرافئ صيد.

## المدينة
تشيبا من المدن الأولى في اليابان التي أبدت توجها للحفاظ على محيطها والتقيد بخطة عمرانية محددة. تم إعادة تهيئة السواحل الطبيعية، وشيدت العديد من المباني على غرار المركز الدولي، ويستقبل هذا المركز المؤتمرات والمظاهرات المحلية والدولية. منذ افتتاحه عام 1989 م عرفت المدينة انطلاقة حقيقية (في المجالين الصناعي والثقافي) وتم إنشاء ثلاث جامعات جديدة.

## ثقافة
يوجد مجمع المعارض ماكوهاري ميسه في مدينة تشيبا.

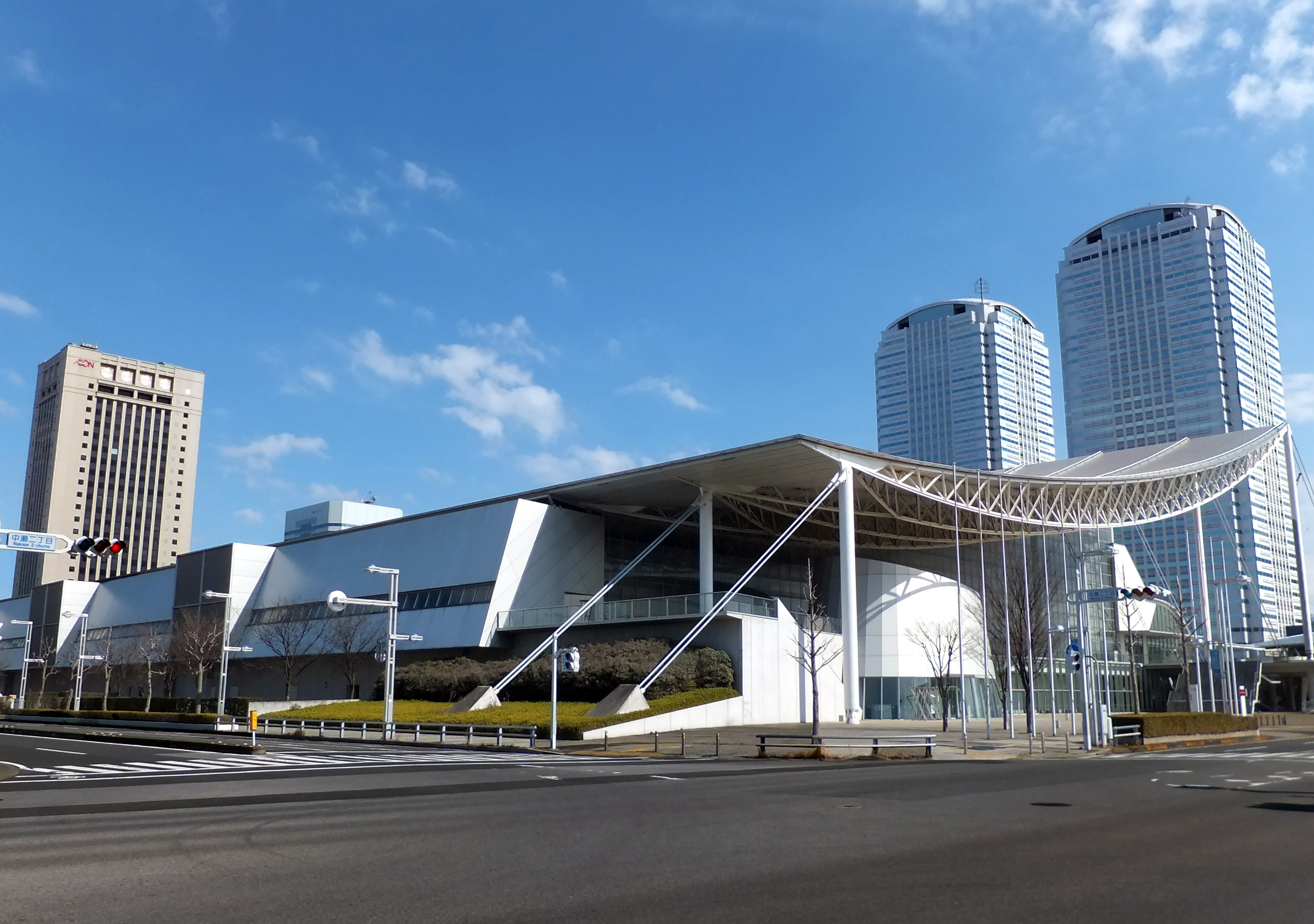
ماكوهاري ميسي

## توأمة
لتشيبا اتفاقيات توأمة مع كل من:
- مقاطعة ووجيانغ [الإنجليزية]‏
- مونترو
- أسونسيون
- هيوستن
- شمال فانكوفر [الإنجليزية]‏
- تيانجين
- كيزون
- سوجو
- دوسلدورف [4]

## أعلام
- ناوكي ساكاي
- أكيرا ناراهاشي
- كوكي يونيكورا
- ساتورو ياماغيشي
- ناوتاكي هانيو
- ماساشي واتانابي

## وصلات خارجية
- الموقع الرسمي لمدينة تشيبا